# Lymantria pulverea
Lymantria pulverea is een vlinder uit de familie van de spinneruilen (Erebidae), onderfamilie donsvlinders (Lymantriinae). De wetenschappelijke naam van de soort is voor het eerst geldig gepubliceerd in 2007 door Pogue & Schaefer.
Het mannetje heeft een voorvleugellengte van 17 tot 18 millimeter.
De soort komt voor in Taiwan.